# Glacier Skelton
Pour les articles homonymes, voir Skelton.
Le glacier Skelton est un glacier entre le chaînon de la Royal Society et le chaînon Worcester, dans la terre Victoria méridionale, en Antarctique.
Il est nommé par l'expédition Fuchs-Hillary qui le remonte en 1957 d'après l'îlet Skelton (en) situé à son embouchure avec la barrière de Ross.